# بيوس الخامس
البابا بيوس الخامس (17 يناير 1504 - 1 مايو 1572) ـ ولد باسم أنطونيو غيسلييري (سمي منذ عام 1518 ميكيلي غيسيلييري) والبابا 1566-1572 وقديس في الكنيسة الكاثوليكية. يعرف لدوره في مجلس ترينت ومكافحة الإصلاح وتوحيد القداس داخل الكنيسة الرومانية اللاتينية. أعلن بيوس الخامس القديس توما الأكويني طبيبًا للكنيسة ورعى ملحني الموسيقى المقدسة مثل جيوفاني دا بييرلويجي دا بالسترينا.
حرم بيوس الخامس عن طريق المرسوم البابوي "السيادة في الأعالي" عام 1570 إليزابيث الأولى من إنجلترا بسبب هرطقة واضطهاد الإنجليز الكاثوليك خلال فترة حكمها.ويعد البابا بيوس الخامس أول من أسس جهاز استخباراي خاص بالفاتيكان حمل اسم "الحلف المقدس" وكانت مهمته مطاردة البروتستانت، كما قام بترتيب تشكيل الرابطة المقدسة ، وهي تحالف من الدول الكاثوليكية لمكافحة تقدم الإمبراطورية العثمانية في أوروبا الشرقية. على الرغم من تفوق الإمبراطورية العثمانية في العدد، إلا أن العصبة المقدسة هزمت العثمانيين في معركة ليبانتو عام 1571. وعزا بيوس الخامس الانتصار إلى شفاعة السيدة العذراء وأقام عيد سيدة النصر.

## روابط خارجية
- بيوس الخامس على موقع الموسوعة البريطانية (الإنجليزية)
- بيوس الخامس على موقع إن إن دي بي (الإنجليزية)